# Cavour (Italie)
Pour les articles homonymes, voir Cavour.
Cavour (en français Cavour et dans les livres anciens Cahours) est une commune de la ville métropolitaine de Turin dans le Piémont en Italie.
Elle est jumelée avec Plombières-les-Bains.

## Histoire
1689 : Prise de Cahours, où siège de Cahours, (Cavour) par les troupes françaises durant la guerre de la Ligue d'Augsbourg,.

## Administration
| Période                                  | Période  | Identité        | Étiquette    | Qualité |
| ---------------------------------------- | -------- | --------------- | ------------ | ------- |
| 14 juin 2004                             | En cours | Silvio Fenoglio | lista civica |         |
| Les données manquantes sont à compléter. |          |                 |              |         |

### Hameaux
Babano, Cappella del Bosco, Castellani, Castellazzo, Cursaglie, Gemerello, San Giacomo, Sant'Agostino, Sant'Anna, Sant'Antonio, San Michele, Zucchea

### Communes limitrophes
Macello, Vigone, Bricherasio, Garzigliana, Villafranca Piemonte, Campiglione-Fenile, Bibiana, Bagnolo Piemonte, Barge

### Évolution démographique
Habitants recensés